# Hyparrhenia welwitschii
Hyparrhenia welwitschii är en gräsart som först beskrevs av Alfred Barton Rendle, och fick sitt nu gällande namn av Otto Stapf. Hyparrhenia welwitschii ingår i släktet Hyparrhenia och familjen gräs. Inga underarter finns listade i Catalogue of Life.